# 灉水
灉（yōng）水，也常写作㴩水，又名牛吼河、牛吼江，是江西省境内赣江西岸的一条二级支流，发源于井冈山市峡峪，在泰和县螺溪镇王家坊注入禾水，全长约115公里，流域面积1960平方公里，多年平均径流量9.07亿立方米。

## 源头与河段
灉水发源于井冈山黄洋界、金狮面南面的峡峪中，向东流经井冈山市厦坪镇、拿山乡、泰和县碧溪镇、桥头镇，在桥头镇东部的湛口与源自永新县曲白乡的支流六七河汇合后，继续向东经禾市镇、螺溪镇，在螺溪镇王家坊注入赣江的一级支流禾水。
习惯上，各河段分别有不同的名称，井冈山段因主要流经拿山乡而称为拿山河，碧溪段因明清时期地属泰和县69都而称为六九河，桥头段因属68都而称为六八河，支流六七河 亦因地属69都而得名，湛口以下则因落差大，水流声如牛吼而称为牛吼河。牛吼河也经常用于指代整条干流。

## 水利
灉水正常水位河宽30~110米，水深0.5~3米，水资源丰富，常年不竭，曾通航至碧溪牛牧。目前沿河主要水利设施有井冈山茅坪水库、 泰和县牛牧电站、南车水库（大二型水库）、槎滩陂等。